# Jarosław Wójcik
Jarosław Kazimierz Wójcik – polski profesor doktor habilitowany w specjalności chorób wewnętrznych, kardiologii.

## Życiorys
Tytuł profesora nauk medycznych otrzymał 7 października 2010 roku. Doktorat w dziedzinie nauk medycznych, dyscyplinie medycznej, w specjalności kardiologii obronił 1 stycznia 1992 roku tytułem pracy „Ocena drożności tętnic wieńcowych u chorych z ostrym zawałem mięśnia serca leczonych rekombinowaną pro-urokinazą”.
Pracował jako adiunkt Uniwersytetu Medycznego im. Feliksa Skubiszewskiego w Lublinie na II Wydziale Lekarskim z oddziałem anglojęzycznym w katedrze i klinice kardiologii.

## Publikacje
- Acute left main coronary artery occlusion following inadvertent delivery of radio frequency energy during ventricular tachycardia ablation successfully treated by rescue angioplasty with stenting: A two-yea[4]
- Extension of hypoperfused myocardium correlates with serum concentration of Fas and IL-6 in stable coronary artery disease[5]
- Patients with stable 3-vessel coronary artery disease reveal increased activation of peripheral blood T lymphocytes[6]